# رصيف صحراوي

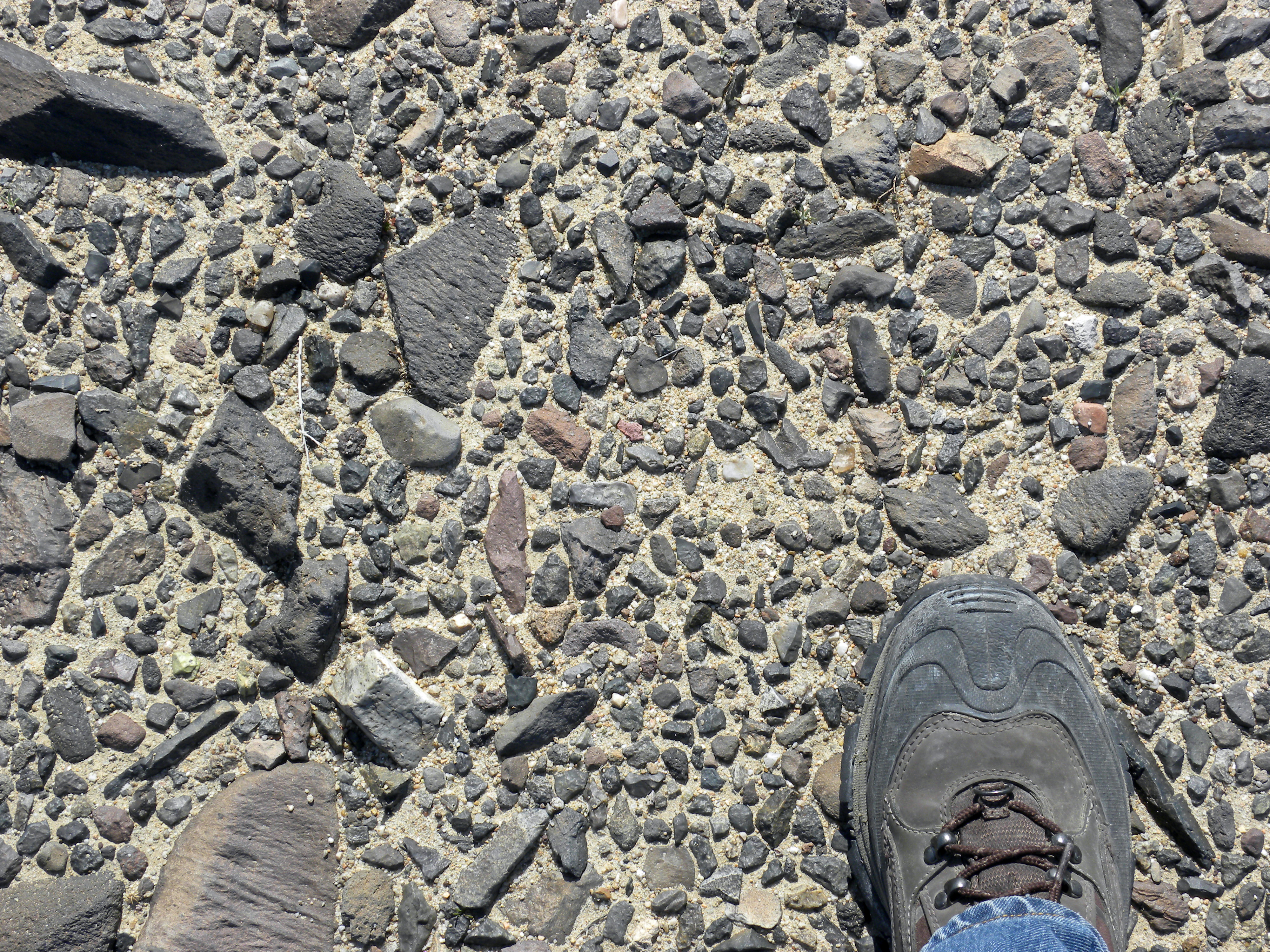
رصيف صحراوي في صحراء موهافي.

الرصيف الصحراوي أو الرق  هو عبارة عن سطح صحراوي مغطى بكثب معبأة بفتات صخري يتكون من تشابك جزيئات من حصى ورقع صخرية زاوية أو مدورة. وتعد الأرصفة الصحراوية أعلى المراوح الطميية.

## التكوين
وضعت واقترحت نظريات عدة لشرح كيفية تكوين الأرصفة الصحراوية وتشكيلها. النظرية الأشهر تقترح أنها تتشكل من خلال عملية تعرية وإزالة تدريجية للرمل والغبار وغيرهامن المواد الدقيقة الحبيبات بواسطة الرياح والمطر المتقطع، بينما تترك الأجزاء الأكبر خلفها. تتحرك تلك الأجزاء الأكبر من مكانها بواسطة قوى الأمطار والمياه الجارية والرياح والجاذبية والزحف والتمدد الحراري والانكماش والرطوبة والجفاف وشدة الصقيع ومرور الحيوانات والاهتزازات الأرضية المستمرة. إزالة الجزيئات والحبيبات الصغير بفعل الرياح وغيره لا يستمر لأجل غير مسمى؛ لأنه بمجرد تشكل الرصيف، فإنه يعمل كحاجز لمقاومة المزيد من التعرية والتآكل. وتتجمع تلك الجزيئات والحبيبات الصغيرة تحت الرصيف الصحراوي لتشكيل أفق ترابي.
نظرية أخرى تفترض أن الأرصفة الصحراوية تتشكل من تقلص أو تضخم خصائص الطين أو الصلصال الموجود تحت الرصيف، وعند قيام الطين بامتصاص مياه الأمطار عند هطولها؛ فإن ذلك يؤدي إلى اتساع مساحته، وعندما يجف فإنه يتشقق. مع مرور الوقت، فإن هذا التغير الجيومورفولوجي ينقل الحصى الصغير إلى السطح، حيث تبقى عليه من خلال عدم هطول الأمطار التي من شأنها أن تدمر الرصيف الصحراوي من خلال وسائل نقل أو النمو الخضري الزائد.
وهناك نظرية أحدث عن تشكيل الرصيف الصحراوي جاءت من دراسة بعض الأماكن مثل القبة العلوية في صحراء موهافي، كاليفورنيا, بواسطة ستيفن ويلز وزملائه. هناك، تدفقات الحمم البركانية الأخيرة الجيولوجية مغطاة بطبقات تربة أحدث، مع الرصيف الصحراوي الموجود أعلى من ذلك، والمتكون من الركام من نفس الحمم البركانية. وقد تراكمت التربة، ولم تكن في مهب الريحو ولكن لا تزال الحجارة قائمة على القمة. ولا توجد حجارة في التربة، ولا حتى الحصى.

## الأسماء المحلية
تعرف الصحاري الصخرية بأسماء مختلفة وفقاً للمنطقة، ومن أمثلة ذلك:

### ري
في الصحراء الغربية وشمال أفريقيا, تعرف السهول الصحراوية الصخرية الشاسعة باسم ري أو ريج.

### سرير
تعرف الأرصفة الصحراوية في الصحراء الشرقية باسم سرير.

### حمادة
تعرف الأرصفة الصحراوية في الصحراء الكبرى باسم حمادة.

### ساي
تعرف الأرصفة الصحراوية في آسيا الوسطى باسم ساي (saï).